# سینی گاربا

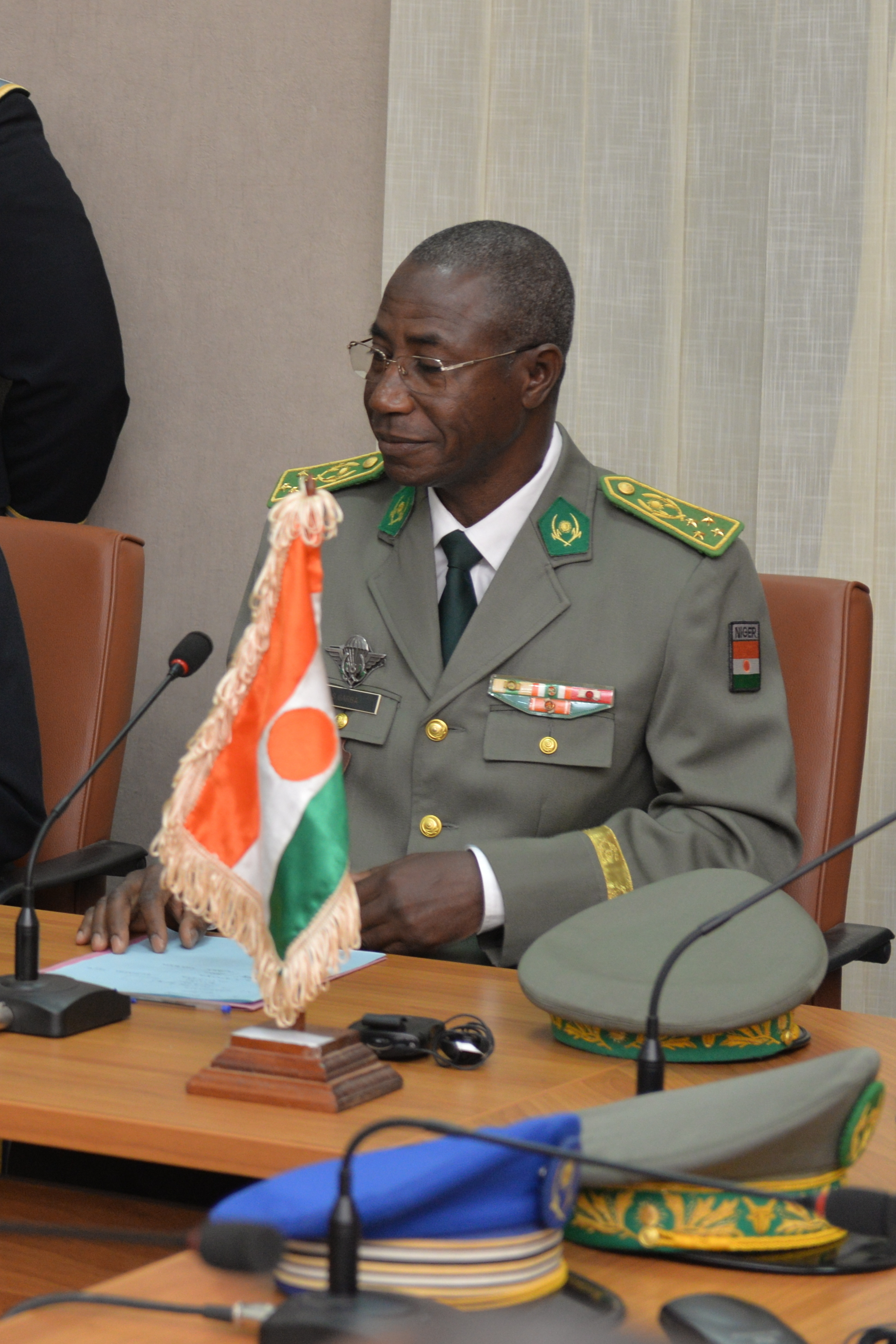
سینی گاربا در سال ۲۰۱۷

سرلشکر سینی گاربا (زاده ۱ ژانویه ۱۹۵۳ در Garankedey، منطقه دوسو، نیجر) یک ژنرال ارتش نیجر است. بین سال‌های ۱۹۶۶ تا ۱۹۷۴، وی تحصیلات ابتدایی و متوسطه خود را در دسو و در دبیرستان Korombé در نیامی به پایان رساند. در سال ۱۹۷۴، برای تحصیل در رشته ریاضی فیزیک، وارد دانشگاه عبدو مومونی در نیامی شد. وی از سال ۲۰۱۱، رئیس ستاد مشترک نیروهای مسلح نیجر است و هدایت آن‌ها را در مبارزه با بوکوحرام برعهده دارد. او متأهل و پدر پنج فرزند است.